# カカシの夏休み
『カカシの夏休み』（かかしのなつやすみ）は、重松清による短編小説集。文藝春秋より2000年5月に刊行された。 第123回直木三十五賞候補作。

## 収録作品
- カカシの夏休み（書き下ろし）
- ライオン先生（『別冊文藝春秋』228号・229号〈1999年7月・10月〉）
- 未来（『文學界』1996年10月号、「あなたの生きなかった未来」を改題）

白石兼斗と金丸由奈のナレーションで、Audibleにてオーディオブックが2019年に配信された。

## メディア展開
「ライオン先生」は、竹中直人主演で2003年に連続ドラマ化されている。
| スタブアイコン | サブスタブ | この項目は、まだ閲覧者の調べものの参照としては役立たない、文学に関連した書きかけの項目です。この項目を加筆・訂正などしてくださる協力者を求めています（P:文学、PJ:ライトノベル）。項目が小説家・作家の場合には{Writer-substub}を、文学作品以外の本・雑誌の場合には{Book-substub}を貼り付けてください。 |